# Gelis rotundiceps
Gelis rotundiceps är en stekelart som först beskrevs av Cresson 1872.  Gelis rotundiceps ingår i släktet Gelis och familjen brokparasitsteklar. Inga underarter finns listade i Catalogue of Life.